# 陸奥 (リンゴ)
‘陸奥’（むつ、英: ‘Mutsu’）は、日本の青森県苹果試験場（現 青森県産業技術センターりんご研究所）で開発されたリンゴ（セイヨウリンゴ）の栽培品種の一つである。1930年に‘ゴールデンデリシャス’と‘印度’の交配を行い、そこから選抜されたものが1949年に登録された。日本国外では、クリスピン（Crispin）の名でも流通している（図1）。果実は大型、基本的に黄緑色から黄色になるが、一時的に袋をかけて育てたものはピンク色に染まる。果肉は硬くシャキシャキしており、果汁に富み、甘酸適和で食味が良い。文字絵りんごにも利用される。

## 特徴
温暖な気候を好む。三倍体であり、花粉は不稔。自家不和合性に関わるS遺伝子型はS2S3S20である。豊産性であるが、隔年結果性がある。中生品種であり、日本での収穫期は10月中旬から下旬。水疱細菌病になりやすい。
果実は大型で400グラム以上あり、1キログラムを越えることもある。円錐形から長円形、ふつう畝があり、ときに不規則な形になる（上図2a）。果皮は光沢があり、熟すにつれて緑色から黄色になり日が当たった部分が銅赤色を帯びることがあるが（上図1, 2a）、果実に袋をかけて着色期に袋をはずす有袋栽培をしたものは全体がピンク色に染まる（上図2b）。有袋栽培のものは狭義の「陸奥」、無袋栽培のものは「サン陸奥」とよばれることがあり、また欧米では前者が「Red Mutsu」とよばれることがある。また、収穫まで袋をかけたままにしてきれいな黄緑色にしたものは「シルバー陸奥」とよばれる。果皮には果点が点在し、こうあ部（果柄が生じている窪み）にサビ（果皮がコルク化したもの）が生じることがある（上図2a）。果肉は白色で硬く緻密、食感は濃厚でサクサクしており、果汁が多く、甘酸適和で食味が良い。袋かけをしないもの（サン陸奥）の方が糖度が高い。穏やかな芳香があり、暑い気候で育ったものはスパイシーさをもつことがある。常温で1ヶ月程、普通冷蔵で2–4ヶ月保存できる。

## 利用
主に生食用とされるが、アップルパイなど調理用にも広く利用される。ただし加熱加工には不適としていることもある。ジュースやシードルの原料ともされる。
有袋栽培した果実の袋を除去した際に、果皮にクリスマスのイラストや七福神の絵、「寿」の文字などの遮光シールを貼っておくと、その部分が赤くならないため、他の部分が十分赤く染まった後にシールを剥がすとその部分の絵や字が白く残る。‘陸奥’は有袋栽培の効果が大きく、また果実が大きいため、このような「文字絵りんご」に利用されており、贈答品やお正月などのお祝い用とされる

## 歴史・生産
1930年に青森県苹果試験場（現 地方独立行政法人青森県産業技術センターりんご研究所）で、‘ゴールデンデリシャス’ (‘Golden Delicious’) を種子親、‘印度’ (‘Indo’) を花粉親とした交配が行われた。これによって得られた実生は1939年に初めて果実をつけ、選抜された株は1948年に‘陸奥’として登録された。この名は、育生地である青森県の旧国名である陸奥国に由来する。
日本における栽培面積は、1980年頃には2,000ヘクタールほどあったが、2021年には約433ヘクタール（ほとんどは青森県）まで減少している。
1968年、欧米の市場向けにクリスピン（Crispin）と名付けられた。英国では非常に有名な品種であり、品評会で「King of apples」と評されたことがある。米国では、2022–2023年の‘陸奥（クリスピン）’の生産量（1,071,900ブッシェル）は全体の0.4%、品種別では第16位であった。